# Leonard Forsberg
Nils Leonard Forsberg, född 28 maj 1876 i Lomma församling, Malmöhus län, död 2 juni 1954, var en svensk agronom. Han var son till Svante Forsberg.
Forsberg tog agronomexamen vid Alnarps lantbruksinstitut 1898 och filosofie kandidatexamen 1902. Han blev därefter lektor i jordbruksekonomi vid Lantbruks- och mejeriinstitutionen i Alnarp 1907, professor 1917 och var rektor där 1927–1941. Forsberg utgav bland annat småskrifter om potatis- och rotfruktsodling samt om kalkning. Han var en flitig författare av uppsatser i tidskrifter och dagspress, huvudsakligen om de lokala jordbruksförsöken i Malmöhus län, och var 1917–1941 ledamot av länets hushållningssällskap.

### Fotnoter
1. ↑  Vem är det 1957